# 盛宣怀故居 (常州)
盛宣怀故居位于中国江苏省常州市，原在盛家湾（盛宣怀出生地）、青果巷及鲜鱼巷各有一处，位于盛家湾和鲜鱼巷的故居均已在城市建设中拆除，今仅存位于钟楼区公园路大马元巷18号的青果巷故居。

## 历史
该建筑由盛宣怀的父亲盛康与堂兄盛宇怀合资建造于1867年，建成后由两家共住，盛宣怀回常州考取举人时曾住于此处。原有七进院落，大门设于青果巷北侧，各厅堂均为硬山造砖木结构建筑。其中前四进在兴建长安大厦时拆除，大门亦改在西侧的大马元巷，现存大厅五间、花厅四间和楼屋两间，大厅北侧尚存有内花园和黄石假山。现为二十多户居住的大杂院，建筑已长期失修，且存在严重的私自搭建等损坏现象。常州市政府2009年曾宣布投资5700万对其进行修缮，并计划2010年对外开放，但截止到2015年3月尚未动工。